# Parc Natural de les Sierras de Cazorla, Segura i Las Villas
El Parc Natural de les Sierras de Cazorla, Segura i Las Villas està situat a l'est i nord-est de la província de Jaén (Andalusia). Amb 214.300 hectàrees és l'espai protegit més gran de l'estat i el segon d'Europa. La UNESCO el va declarar Reserva de la Biosfera el 1983, parc natural des de 1986 i també zona d'especial protecció per a les aus (ZEPA) des de 1987. Tota la bellesa paisatgística i riquesa biològica se sumen al patrimoni cultural que hi ha a la zona. El grau de protecció varia d'unes zones a unes altres, el que permet en la majoria dels seus espais la coexistència amb activitats econòmiques diverses.
Aquestes serralades formen part del Sistema Prebètic, unint-se amb Sierra Morena que ve des de Portugal en direcció oest-est. Les altures del parc se situen entre els 500 m al sud dels seus límits, en el riu Guadiana Menor, i els 2.127 m, del Cerro las Empanadas. En l'estructura del seu relleu es distingeixen alguns calares que limiten canons profunds que tenen una orientació de sud-oest a nord-est.
Limitant amb la província de Granada, s'estenen les serres d'Empanadas (2.106 m) i La Cabrilla (2.048 m), on hi ha les majors altituds del parc natural i que pertanyen a l'alineació de la Sierra de Castril. Aquestes serres fan de divisòria d'aigües entre l'Atlàntic i el Mediterrani. Hi neix el riu Guadalquivir, que després de recórrer uns cinquanta quilòmetres en aquestes serres en direcció nord, es desvia cap a l'oest i desguassa a l'Atlàntic; i cap a l'est transcorre el riu Segura.

## Comarques
El parc està integrat en els següents municipis: Beas de Segura, Benatae, Cazorla, Chilluevar, Génave, Hinojares, Hornos, Huesa, La Iruela, Iznatoraf, Orcera, Peal de Becerro, Pozo Alcon, La Puerta de Segura, Quesada, Santiago-Pontones, Santo Tomé, Segura de la Sierra, Siles, Sorihuela del Guadalimar, Torres de Albanchez, Villacarrillo i Villanueva del Arzobispo que pertanyen a tres comarques diferents de Jaen:
- Comarca de Sierra de Cazorla, de la qual un 40% és terreny del Parc Natural.
- Comarca de Sierra de Segura, de la qual un 90% és terreny del Parc Natural, i conforma el 70% de la totalitat d'aquest parc.
- Comarca de las Villas.

## Paratges naturals
Cal destacar algunes formacions de pedra calcària dolomítica, que s'estenen pel parc, com a resultat de l'acció de la dissolució de l'aigua sobre la pedra calcària, configurant magnífics exemples d'indrets i paisatges de naturalesa càrstica.

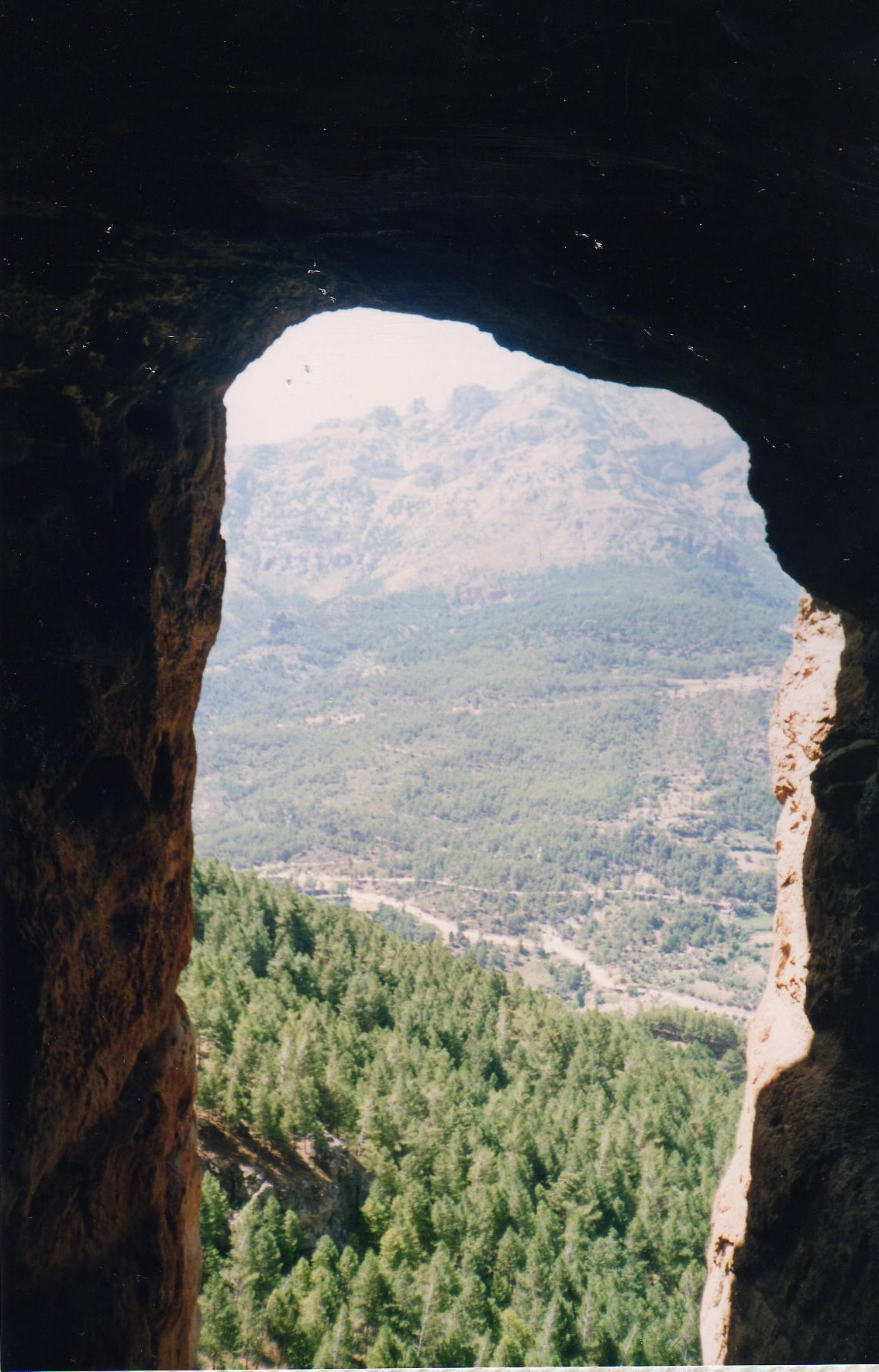
Cova de los Anguijones (des de l'interior). Sierra de Segura (Jaen).

Es pot citar la Cerrada de Elías o el Salto de los Órganos, en el riu Borosa, formacions barroques de talla natural de roca. La Toba, amb les seves laberíntiques coves d'aigua, en el marge dret del Segura. O les Coves de los Anguijones, al marge dret riu avall Segura també, com dos fantàstics amagatalls de gegants.

## Hidrografia
L'aigua del conjunt muntanyós format per aquestes serres dona origen a dos dels grans rius del sud d'Espanya. Per una banda el Guadalquivir que té el seu origen oficial al paratge de la Cañada de las Fuentes, al terme municipal de Quesada i per l'altra, el riu Segura, que neix a Fuente Segura, les seves aigües brollen d'una cova natural inundada, a 1.413 metres d'altura. Durant els primers quilòmetres transcorre per una vall estreta i profunda on rep afluents d'abundant cabal, com els rius Madera, el riu Zumeta i el riu Tus.

## Flora
En aquestes serres hi ha la més gran extensió de boscos contínua i més concretament de pinedes de tota la península, amb representació de gairebé totes les espècies, i els exemplars més antics d'Europa, tot i que la més abundant és la pinassa. Aquestes espècies varen ser parcialment repoblades a partir de la declaració de la Sierra de Segura com província marítima el 1748 i la massiva utilització de la fusta dels seus boscos per a la construcció de vaixells i s'ha vist afavorit el seu desenvolupament per l'abundància de precipitacions. Fins als 900 msnm d'alçada hi ha els boscos de pi blanc, que comparteix l'espai amb l'arbocer i el llentiscle. Quan pugem d'alçada trobem boscos d'alzina, galer i importants zones de pinastre. A les zones humides podem trobar el teix, mil·lenaris exemplars de grèvol, ambdós poc freqüents a Andalusia. En els marges dels rius hi trobem el freixe, el salze, el pollancre, així com el jonc i la balca on s'amaguen les aus aquàtiques i petits mamífers.
Aquest Parc Natural té una de les flores més riques de la conca mediterrània. De les més de 1.300 espècies catalogades, 24 són exclusives d'aquest territori, com la violeta de Cazorla (Viola cazorlensis), la singular planta carnívora (Pinguicula vallisnerifolia), i altres com Geranium cazorlense o Aquilegia.
Dins del parc hi ha el Jardí Botànic Torre del Vinagre, on es poden conèixer les plantes més representatives perfectament retolades.

## Fauna
La seva fauna és rica i variada, destacant la gran població de cérvols, cabres salvatges ibèriques i porcs senglars, així com importants poblacions de mufló i daina, aquestes dues últimes varen ser introduïdes amb finalitats cinegètiques.
La cabra salvatge ibèrica ha sigut un dels animals emblemàtics del parc. La seva població es va reduir a principis del segle xx, per la caça. Amb la creació del Coto Nacional de Caza va anar creixent fins a arribar als 11.000 exemplars el 1988, des de llavors la seva població s'ha anat reduint com a conseqüència d'una epidèmia de sarna, que gairebé va matar tots els exemplars del parc. La xifra actual és d'uns 500 exemplars.
Entre les aus destaquen el voltor i l'àguila daurada, així com el trencalòs, en procés de repoblació. Entre els rèptils destaquen la Algyroides marchi i l'escurçó ibèric. S'han extingit espècies com el llop, l'os, el cabirol, el linx ibèric, o el voltor negre citades en cròniques antigues.

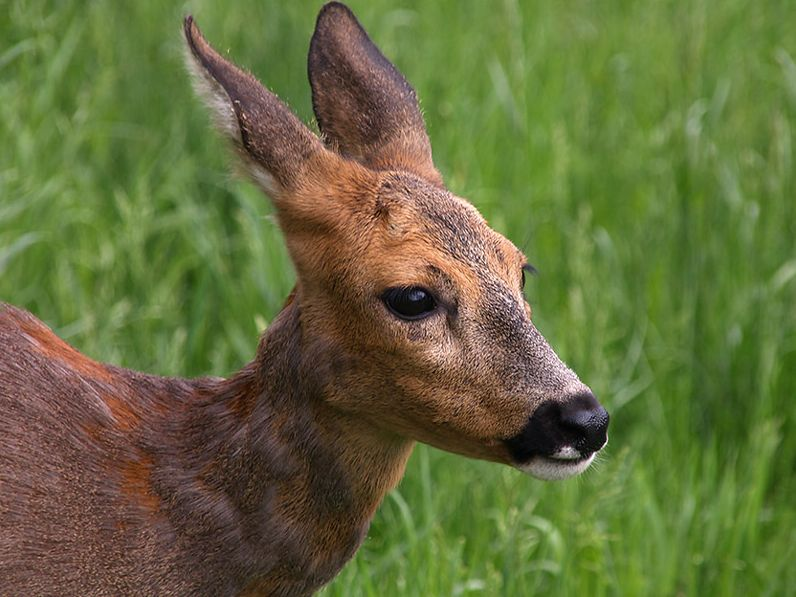
Cabirol
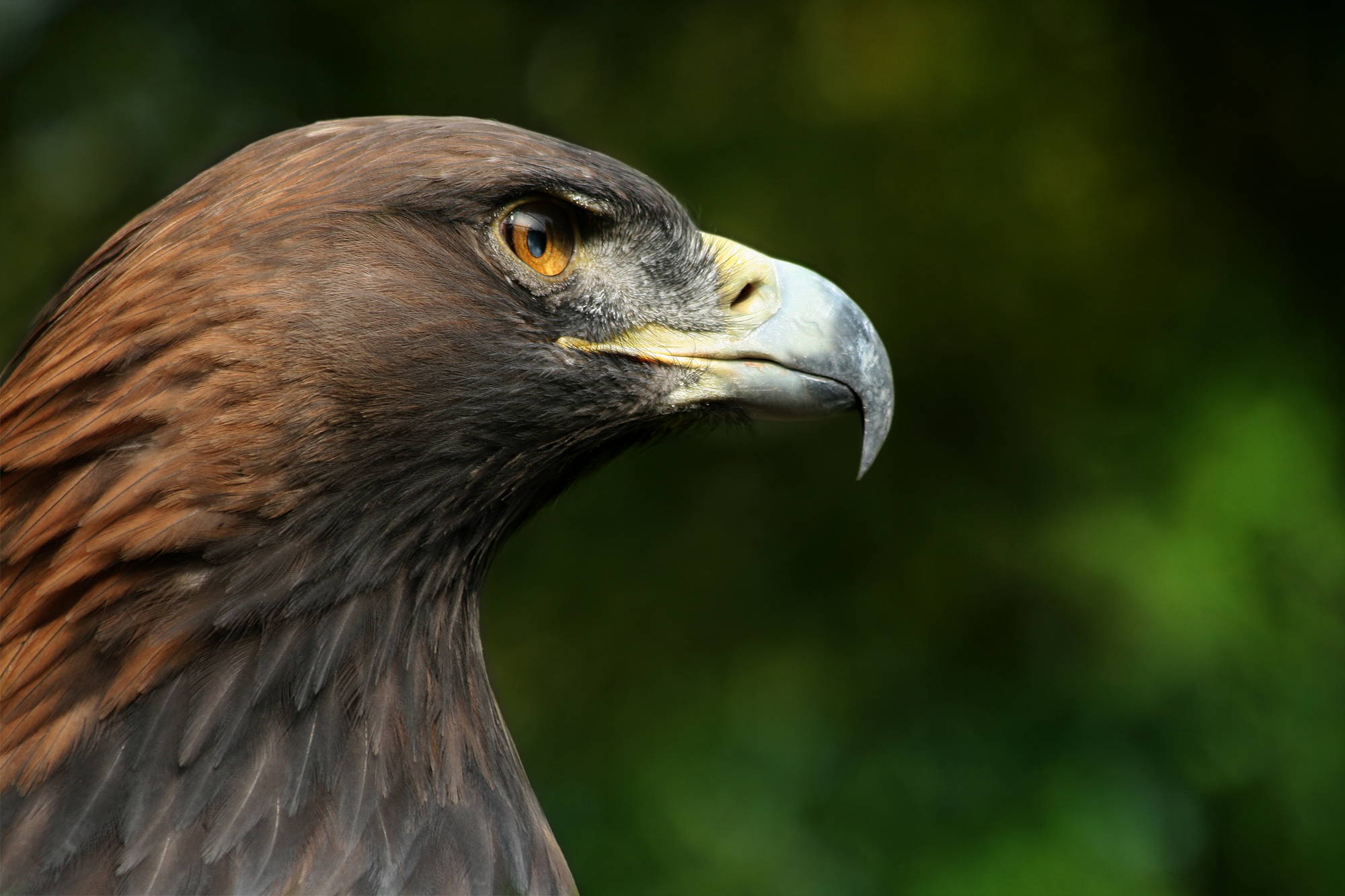
Àguila daurada

## Amenaces

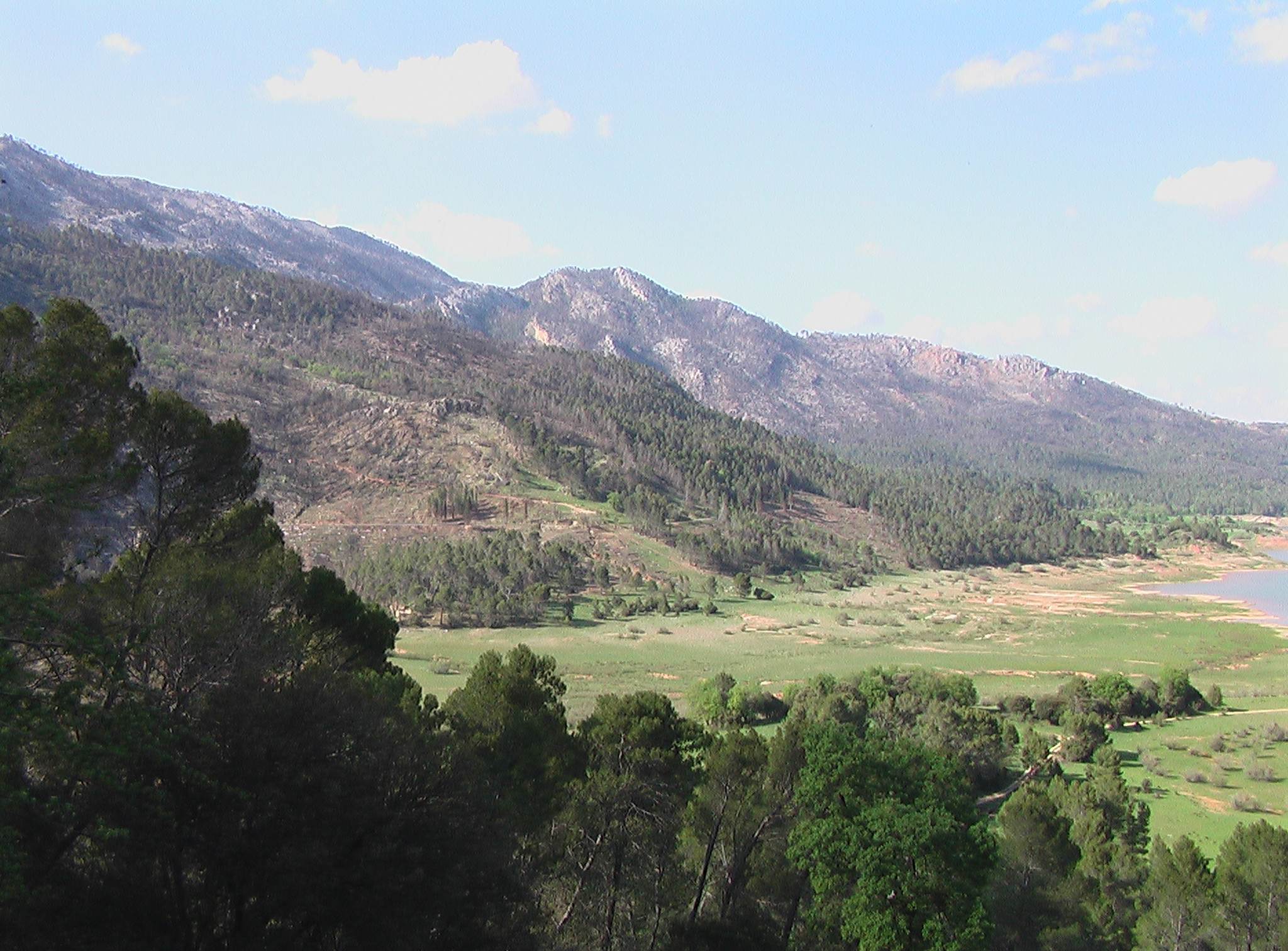
Vista de l'incendi de l'estiu de 2005.

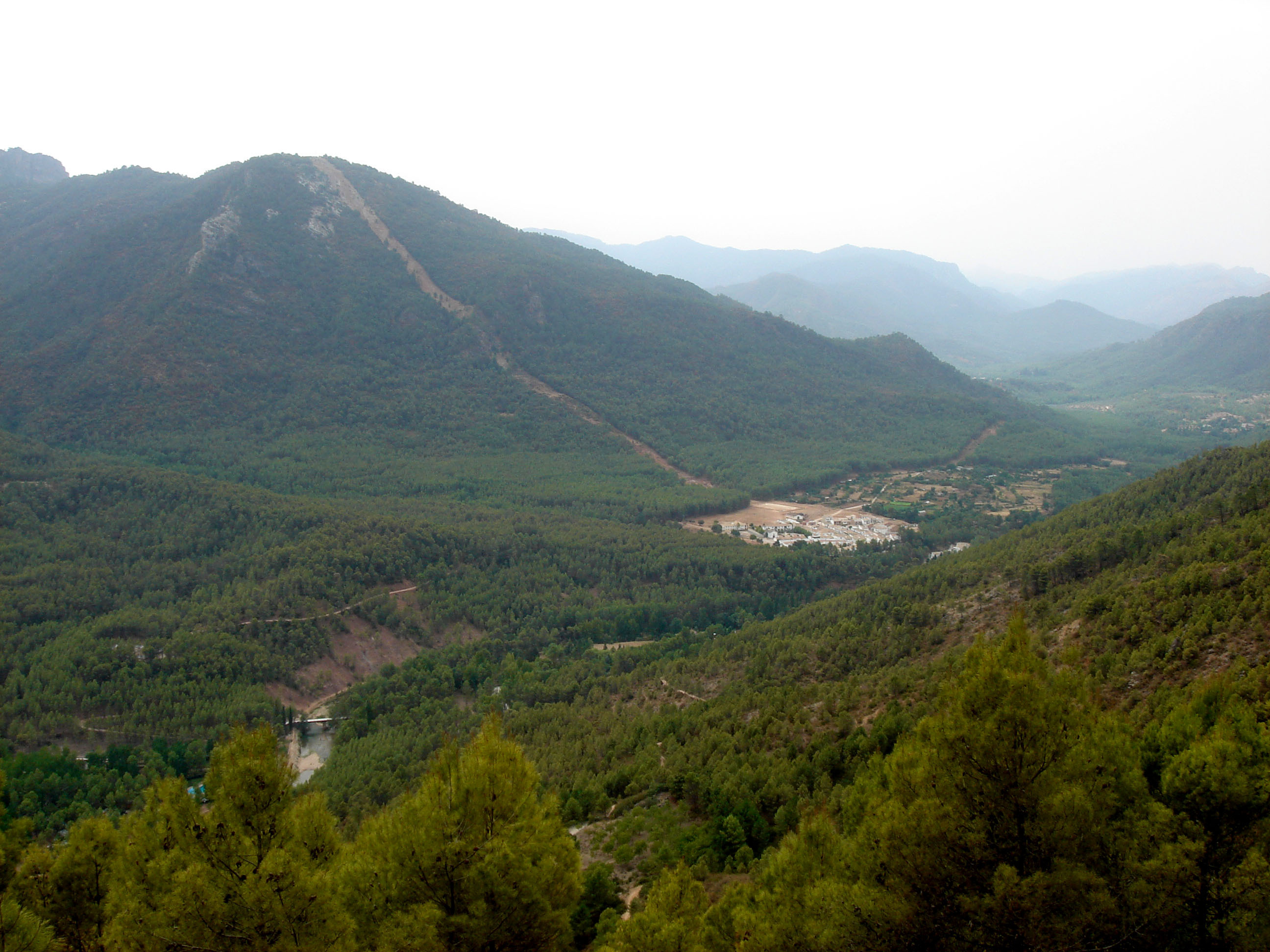
Coto Ríos des de la pujada a la Hoya de Miguel Barba.

La principal amenaça del parc, tant per la flora com per la fauna són els incendis forestals, que ja s'han produït, i cada vegada més sovint, amb conseqüències desastroses en algunes zones del parc: 
- L'estiu de 2005 a la Sierra de las Villas i vessant oest del Tranco on van cremar més de 5.000 ha després d'una tempesta elèctrica en plena onada de calor; al bell mig del parc, ha sigut el més destructor de la seva història.
- El 2001 pel Puerto de las Palomas on van cremar (intencionadament) unes 800 ha, avui dia encara no s'ha actuat per la seva repoblació urgent per part de les administracions.
- A la Vacarizuela a principis dels noranta on van cremar unes 800 hectàrees, o per la Torre del Vinagre on el 1986 van cremar unes mil hectàrees.

Una altra amenaça a conseqüència de la sobreexplotació turística on en punts com Arroyo Frío, on més ha crescut l'oferta turística en els últims anys, no ho ha fet les infraestructures i, per exemple la depuradora d'Arroyo Frío pensada per unes 400 persones es veu saturada tots els caps de setmana quan se supera en més de deu vegades aquesta xifra, provocant el vessament d'aigües fecals sense la suficient depuració al Guadalquivir amb el consegüent problema per a la fauna i la flora.
Les epidèmies, com les de sarna que van castigar la població de cabra hispànica a la dècada dels noranta, o la del cranc de riu que de resultes d'un fong que es va escampar amb la introducció del cranc de riu americà pràcticament ha extingit el cranc de riu ibèric. Igualment, la flora pateix epidèmies que maten i fan emmalaltir extenses zones de bosc, com la processionària de les coníferes.